# Deltaprojektet

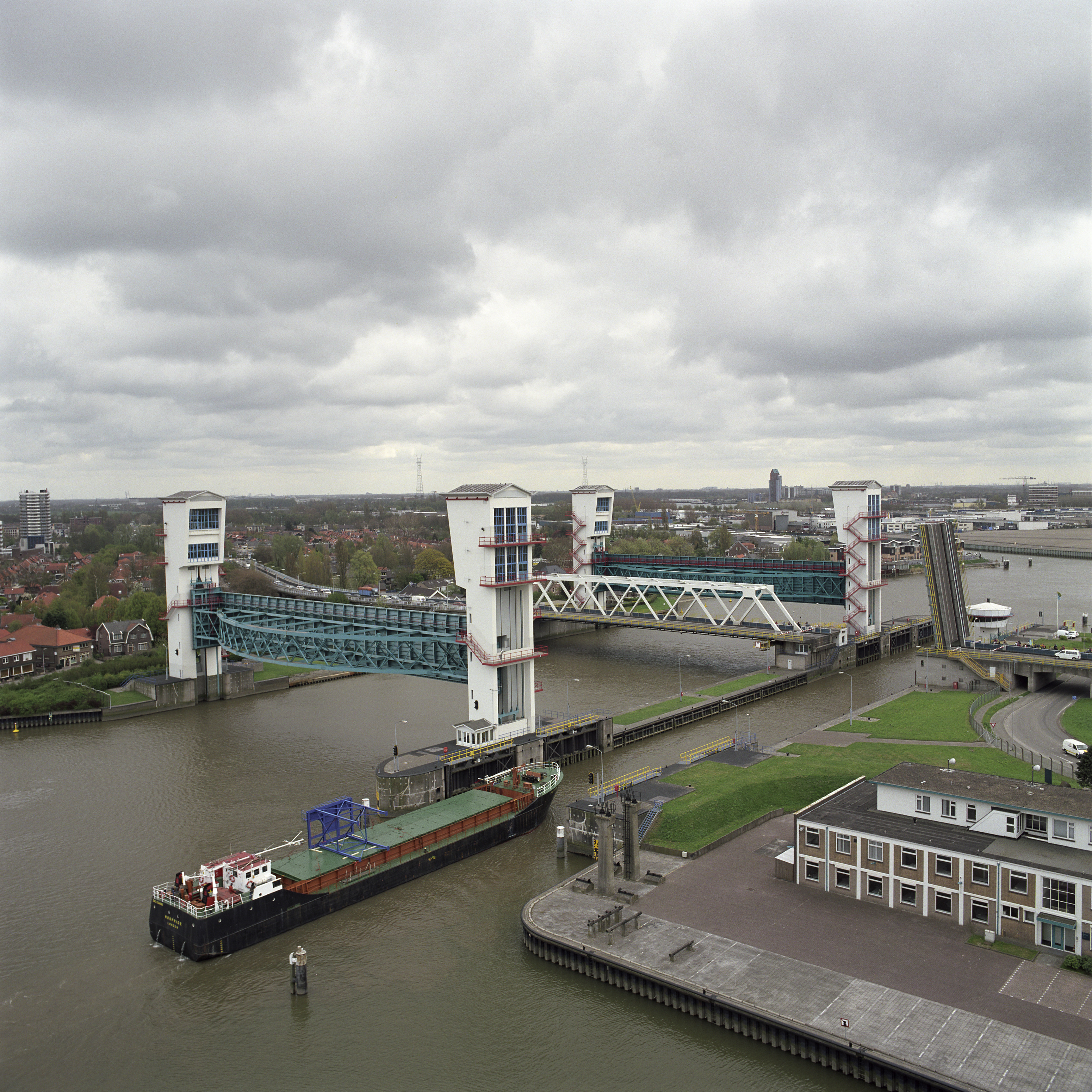
Hollandse IJsselbärriären

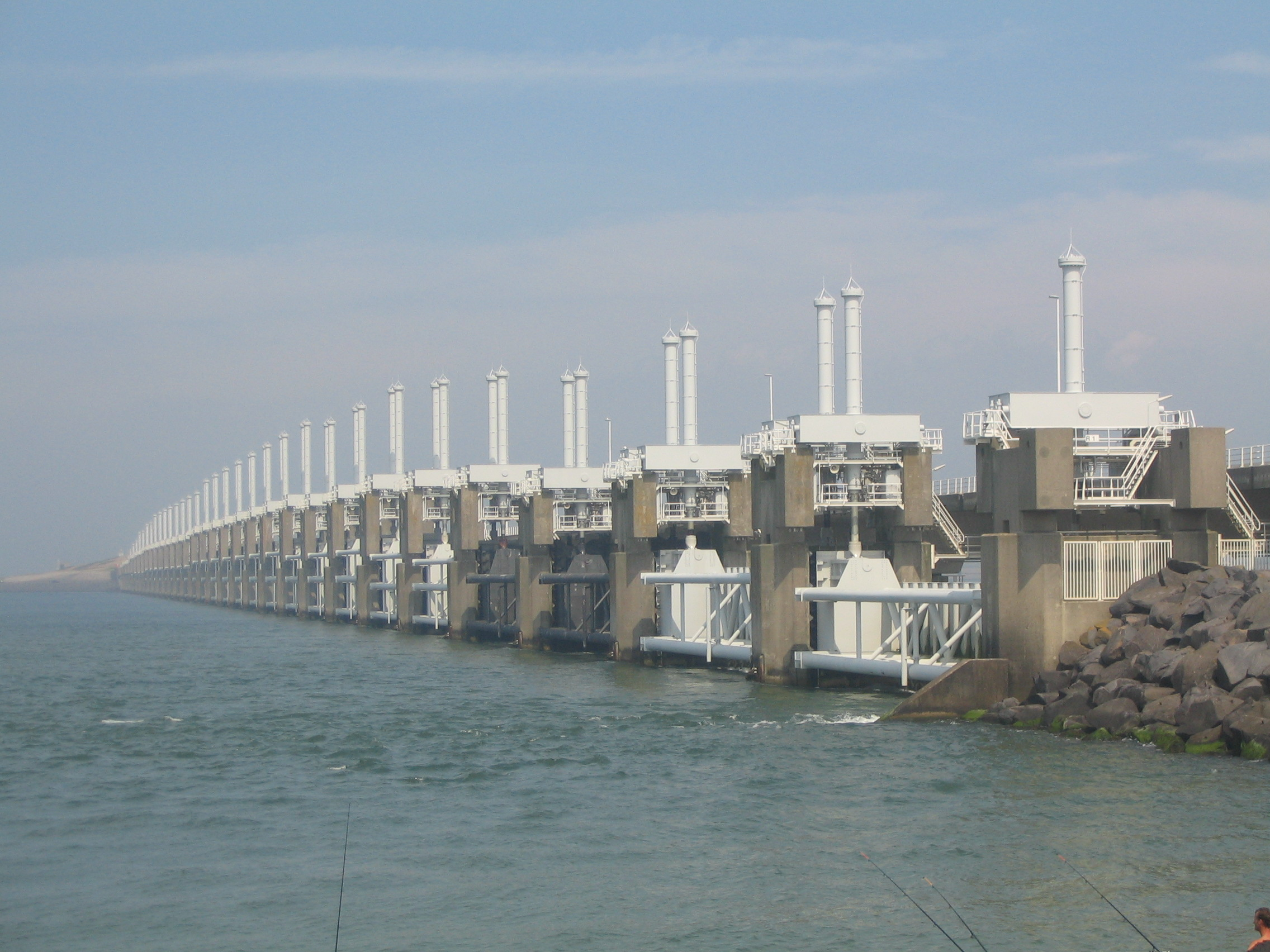
Oosterscheldebarriären

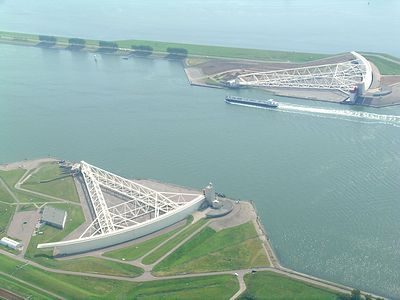
Maeslantbarriären

Deltaprojektet (nederländska: Deltawerken) är ett omfattande system av vallar, översvämningsbarriärer, fördämningar, dammar och slussar i provinserna Zeeland, Zuid-Holland och Noord-Brabant i sydvästra Nederländerna. Skyddsbarriärerna skyddar landområden kring floderna Rhen, Maas och Scheldes deltaområde från översvämning från Nordsjön. Barriärerna kan stängas vid hotande översvämningar.
Deltaprojektet är det största vattenregleringskomplex i Nederländerna och ett av de största vattenhanteringsprojekten i världen och finns upptagen på den lista över moderna världens sju underverk som sammanställdes 1994 av American Society of Civil Engineers.

## Projektdelarna
| konstruktion                                         | färdigställd | typ      | läge                        |
| ---------------------------------------------------- | ------------ | -------- | --------------------------- |
| Hollandse Ijsselbarriären / Hollandsche IJsselkering | 1958         | barriär  | nära Krimpen aan den IJssel |
| Zandkreekdammen / Zandkreekdam                       | 1960         | damm     | nära Noord-Beveland         |
| Veerse Gatdammen / Verse Gatdam                      | 1961         | damm     | nära Noord-Beveland         |
| Grevelingendammen / Grevelingendam                   | 1965         | damm     | nära Goeree-Overflakkee     |
| Volkerakdammen / Volkerakdam                         | 1969         | damm     | nära Moerdijk               |
| Haringvlietdammen / Haringvlietdam                   | 1971         | damm     | nära Hellevoetsluis         |
| Brouwersdammen / Brouwersdam                         | 1971         | damm     | nära Schouwen-Duiveland     |
| Markiezaatdammen / Markiezaatskade                   | 1983         | damm     | nära Zuid-Beveland          |
| Oosterscheldebarriären / Oosterscheldekering         | 1986         | barriär  | nära Schouwen-Duiveland     |
| Philipsdammen / Philipsdam                           | 1987         | dam      | nära Tholen                 |
| Oesterdammen / Oesterdam                             | 1987         | dam      | nära Bergen op Zoom         |
| Bathseslussen / Bathse spuisluis                     | 1987         | silsluss | nära Reimerswaal            |
| Maeslantbarriären / Maeslantkering                   | 1997         | barriär  | nära Hoek van Holland       |
| Hartelbarriären / Hartelkering                       | 1997         | barriär  | nära Spijkenisse            |

## Historia
Vatten har alltid spelat en central roll i nederländsk historia. Efter Stormfloden i Nordsjön 1953 inrättades Deltakommissionen den 21 februari samma år. Kommissionen framlade sina första råd den 16 maj 1953 och hela Deltaplanen den 18 oktober 1955 och projektet fastställdes 8 maj 1958 (Deltawet 1958). 
Kommissionen gav en rad säkerhetshöjande råd, däribland en höjning av dammnivån från tidigare 4,30 meter till 7,65 meter NAP. Hänsyn togs även till transportlogistik, däribland säkring av fartygspassage genom Nieuwe Waterweg och Westerschelde till hamnarna i Rotterdam och Antwerpen. Lösningen blev en blandning av dammar och slutbara barriärer.
Projektets första spadtag gjordes redan 18 januari 1954 då bygget  av Hollandse Ijsselbarriären inleddes. Projektets sista delar Maeslantbarriären och Hartelbarriären invigdes 1997.
Allt som allt kostade Deltaverkens totala kostnad uppskattas till cirka 5 miljarder euro. Projektet förklarades avslutat 1997, men i realiteten har kompletterande arbeten ägt rum även senare vid Harlingen där vallbyggnationer avslutades 2010.